# San Antonio de Palmito
San Antonio de Palmito, spesso semplicemente Palmito, è un comune della Colombia facente parte del dipartimento di Sucre.
L'abitato venne fondato da Antonio de la Torre y Miranda nel 1776.